# Trachelas odoreus
Espèce
Trachelas odoreus est une espèce d'araignées aranéomorphes de la famille des Trachelidae.

## Distribution
Cette espèce est endémique du Veracruz au Mexique,. Elle se rencontre à Atotonilco de Calcahualco entre 2 238 et 2 300 m d'altitude.

## Description
Le mâle holotype mesure 6,62 mm et la femelle paratype 9,7 mm.

## Étymologie
Son nom d'espèce, composé de shilin et du suffixe latin -ensis, « qui vit dans, qui habite », lui a été donné en référence au lieu de sa découverte, le xian de Shilin.

## Publication originale
- Rivera-Quiroz & Álvarez-Padilla, 2015 : Three new species of the genus Trachelas (Araneae: Trachelidae) from an oak forest inside the Mesoamerican biodiversity hotspot in Mexico. Zootaxa 3999(1): 95-110.